# Московский лейб-гвардии полк

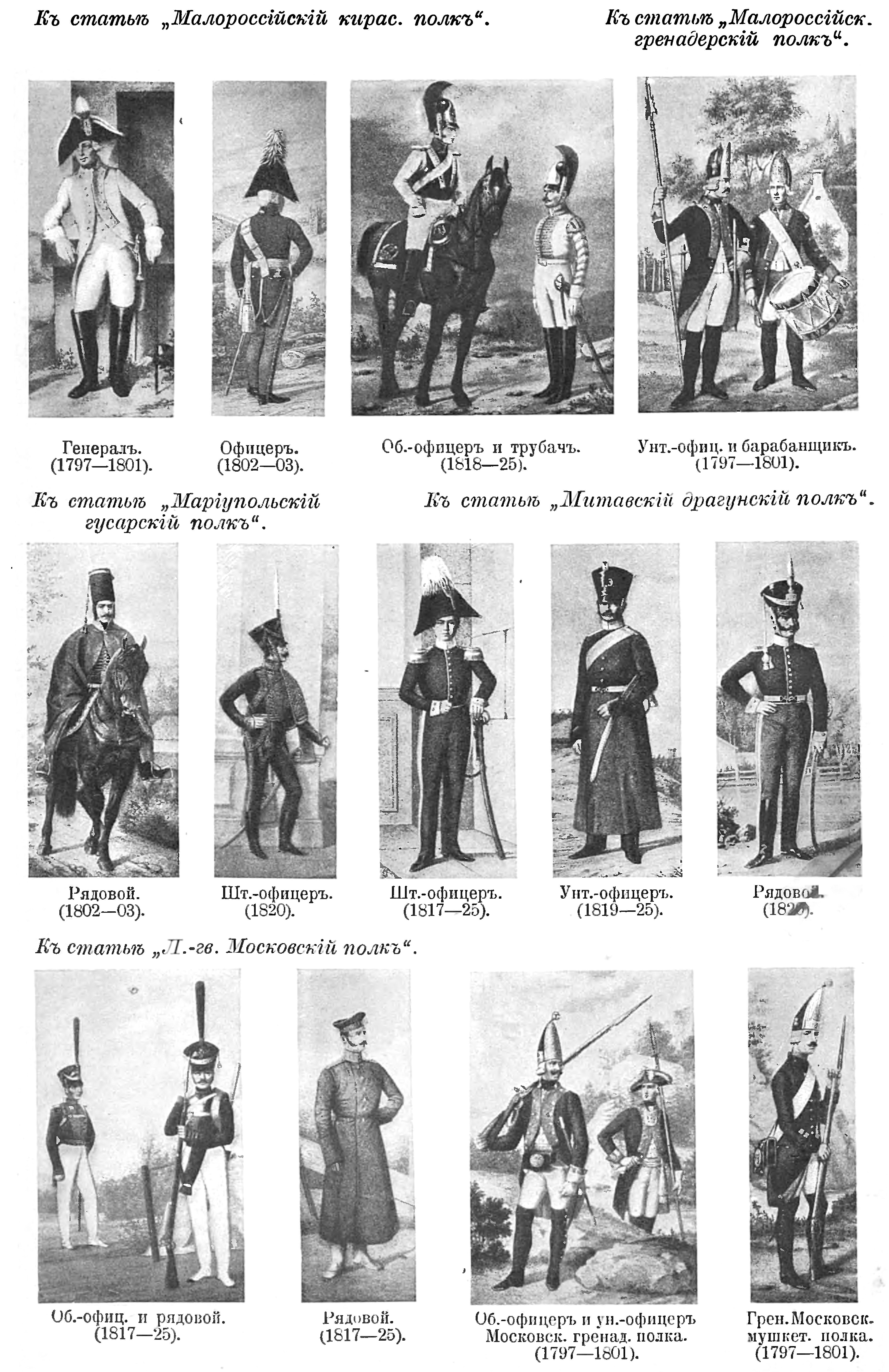
Нижний ряд Лейб-гвардии Московский полк, рисунок из «Военной энциклопедии».

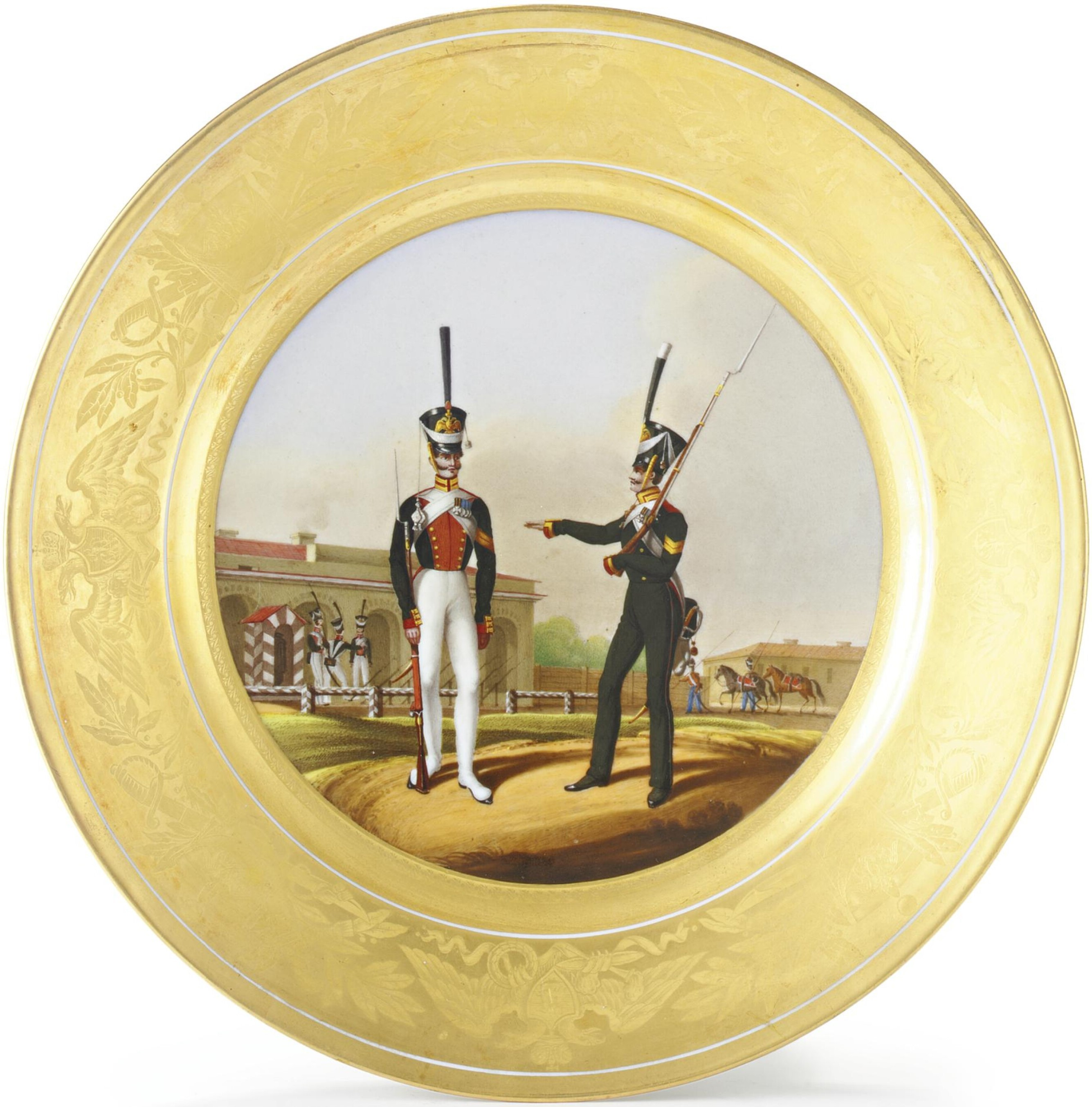
Унтер-офицер и солдат Лейб-гвардии Московского полка, 1828 г.

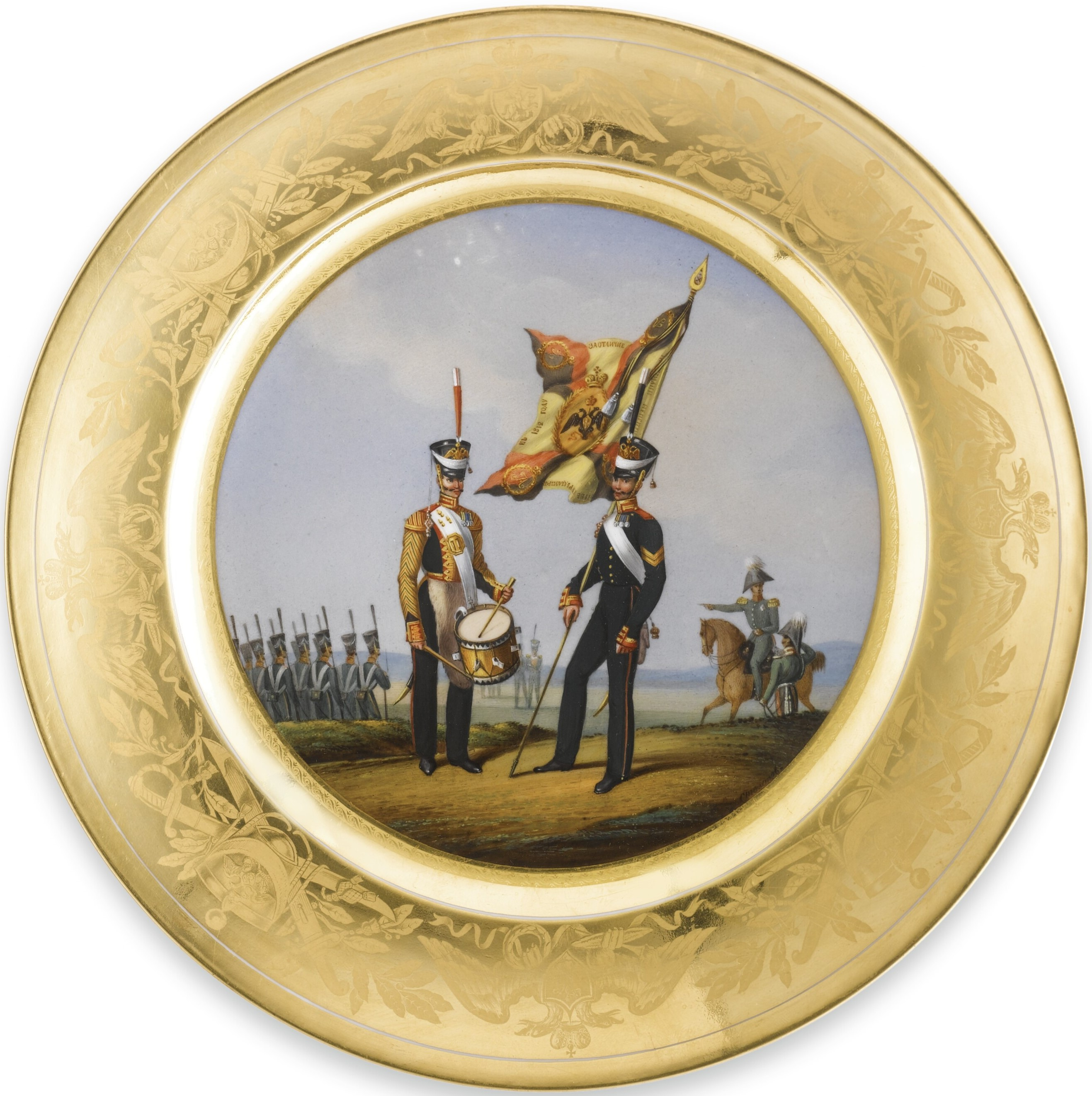
Знаменосец и барабанщик Лейб-гвардии Московского полка, 1828 г.

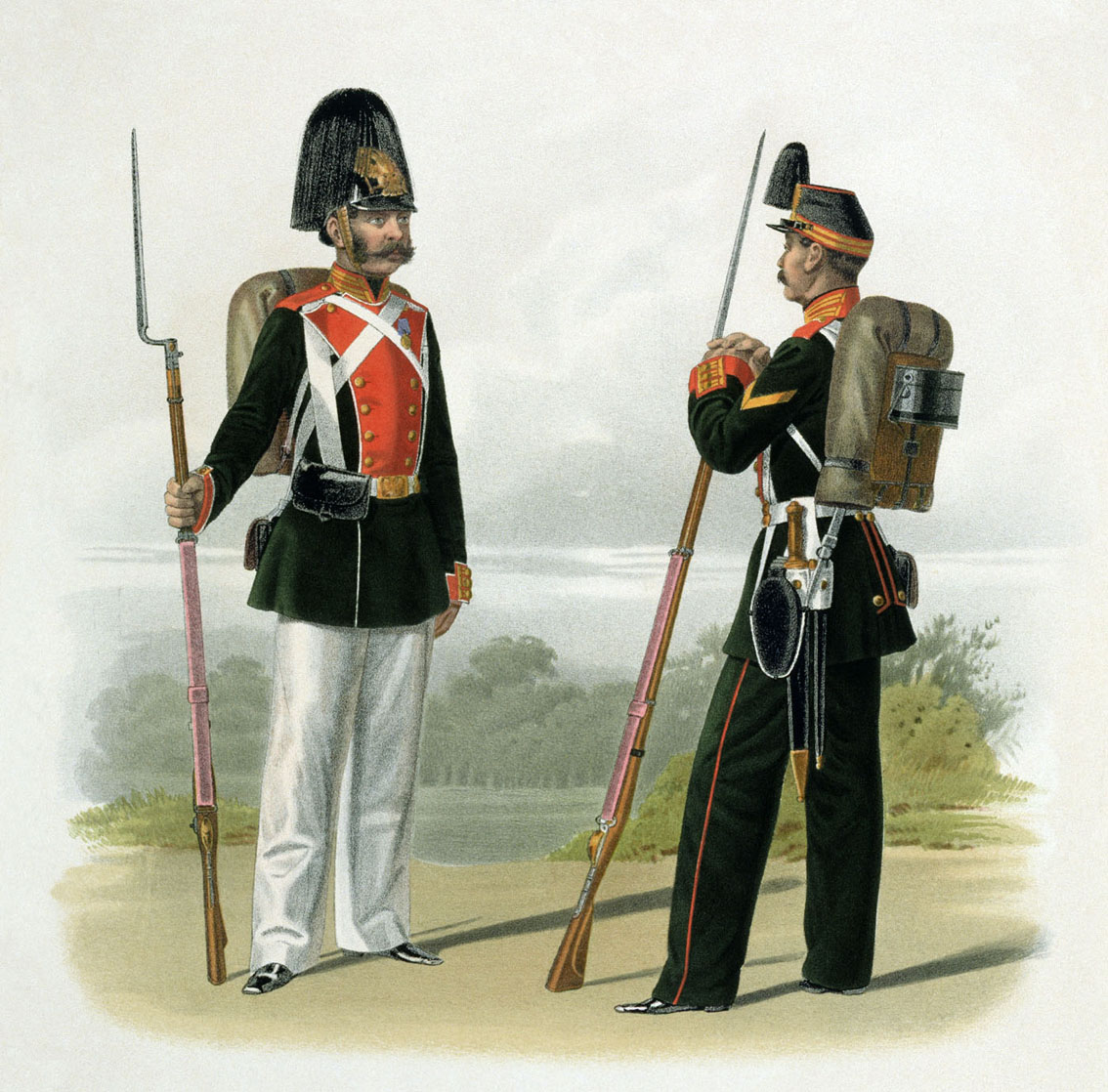
Пиратский К. К. Рядовые полков Лейб-гвардии Преображенского и Московского. 1862 год.

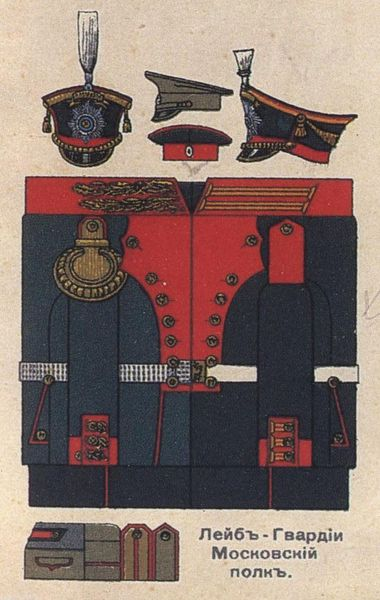
Парадная форма полка, 1910 год.

Лейб-гвардии Московский полк — пехотный полк Русской Императорской гвардии.
Дислокация:
- 1817—1890 гг. — Санкт-Петербург, казармы местных войск (наб. р. Фонтанки, 90]])
- 1890—1918 гг. — Санкт-Петербург, собственные казармы (Б. Сампсониевский пр., 59-63)

## История
- 7 ноября 1811 г. — сформирован из 2-го батальона Лейб-гвардии Преображенского полка как Лейб-гвардии Литовский полк, под этим названием участвовал в Отечественной войне 1812 года, получив боевое крещение в Бородинском сражении (в каре на Семёновских высотах, под интенсивным артиллерийским огнём отражая атаки французской тяжелой кавалерии полк потерял больше половины личного состава, командир полка — полковник Удом, Иван Фёдорович — был ранен).
- 1813—1814 гг. — участвовал в боях при Лютцене, Бауцене, под Дрезденом, Кульмом, Лейпцигом и Парижем.
- 12 октября 1817 г. — переименован в Лейб-гвардии Московский полк, на основе его 3-го батальона в Варшаве сформирован новый Лейб-гвардии Литовский полк.
- 14 декабря 1825 г. — 800 солдат полка приняли участие в восстании декабристов.
- 1827 г. — война с Персией.
- 1828—1829 гг. — война с Турцией.
- 1830—1831 гг. — подавление Польского восстания.
- 1863 г. — подавление Польского восстания.
- 1877—78 гг. — война с Турцией.
- 1914—1918 гг. — Первая мировая война. Полк понес тяжелые потери.
- 07.06.1918 г. — полк расформирован приказом №144 Комиссариата по военным делам Петроградской Трудовой Коммуны.
- 1918—1920 гг. — полк восстановлен в составе батальона 2 Св.гвардейского полка ВСЮР.
- 1921 г. - кадр полка в составе взвода сводно-гвардейского батальона в г. Галлиполи
- 9 октября 1921 г. - образовано Общество офицеров Л.Гв.Московского полка в эмиграции

    

Расцветим наш дом огнями, 

Редким праздником хвалясь; 

Командир наш, братцы. С нами: 

Брат Царёв – Великий Князь.

Он с солдатом нараспашку, – 

Не лежи лишь набоку! 

И готов отдать рубашку 

Сослуживцу-бедняку!

Мы ломали с Ним походы, 

Он знакомил нас с войной; 

Пили с Ним из Вислы воды, 

Нас Дунай поил честной.

Как Он стал нам Командиром. 

Двадцать пять уж лет прошло, 

И Своим честит Он пиром 

В незабвенное число!

А в столичную усадьбу, - 

В Свой дворец зовёт Он Сам 

На серебряную свадьбу 

Всё боярство по чинам.

Так за чашею заздравной 

Нам вдвойне засесть пора 

И Семье Царя Державной 

Крикнуть Русское «Ура»! 
О действиях полка 26 августа (8 сентября) 1914 г. в бою под Тарнавкой (Галицийская битва): 

Ровно в 5 часов полк занял исходное положение. Притихшие неприятельские батареи дали без помехи развернуться 12 ротам полка. Солнце им било прямо в глаза, и они, будучи как на ладони, оказались прекрасной мишенью.
Полковник Гальфтер, бывший впереди, повернулся к своим бойцам:
– Славные Московцы! Вперед! Помни честь полка!
И – пошел, прикрыв лицо саперной лопаткой. И полк стройно, как на красносельских маневрах, двинулся за ним.
Мы, артиллеристы, с невыразимым волнением следили в бинокли за этим грозным, прекрасным и трагическим зрелищем.
Первые 500 шагов полк прошел без потерь. И тут начался ад. В рядах наступающих рот стали рваться тучи шрапнели. Вот падают ротные командиры Штакельберг, Нищенко, Климович. Позади наступающих цепей остается все больше убитых и раненых…
Еще около получаса продолжается это восхождение на Голгофу. Вот они достигают подножия горы и залегают в мертвом пространстве. Однако надо спешить – неприятель уже выкатывает орудия из окопов, чтобы картечью в упор расстрелять эти доблестные остатки.
Но вот огонь орудий как будто смолкает. Их прислугой овладело оцепенение, когда близко, совсем близко надвинулись лица русских солдат.
Наконец все затихло. Вокруг немецких орудий, ставших тихими и безвредными, собрались остатки полка – 7 офицеров и около 800 солдат. В этой показательной атаке под Тарнавкой московцы потеряли убитыми и ранеными 57 офицеров и более 2000 рядовых

## Участие в восстании декабристов
14 декабря 1825 года 800 солдат полка по агитации штабс-капитана Лейб-гвардии Драгунского полка Александра Бестужева, отказались принимать присягу и первыми из мятежных частей выступили на Сенатскую площадь под командованием Александра Бестужева и двух собственных штабс-капитанов, Михаила Бестужева и Дмитрия Щепина-Ростовского. При этом Щепин-Ростовский нанёс сабельный удар командиру 1-й бригады 1-й гвардейской пехотной дивизии, в которую тогда входил полк, генерал-майору Шеншину, командиру полка барону Фредериксу, а также его заместителю подполковнику Хвощинскому.
В результате подавления мятежа артиллерийским огнём из числа восставших московцев погибли 93 рядовых чина. Часть оставшихся в живых переведены на Кавказ.
В начале 1826 года из нижних чинов и офицеров гвардии, «невольно впавших в проступок» 14 декабря 1825 года был сформирован Лейб-гвардии Сводный полк. В состав полка вошел второй батальон Лейб-гвардии Гренадерского полка и три роты второго батальона Лейб-гвардии Московского полка, а также некоторое число людей из учебного Карабинерного полка. В конце зимы 1826 года полк был отправлен на Кавказ, для участия в отражении нападения персов, чтобы «смыть вину кровью».
С начала 1827 года в Лейб-гвардии Сводный полк стали поступать бывшие солдаты Лейб-гвардии Семеновского полка, отправленные на Кавказ за участие в «Семёновской истории» 1820 года (всего 145 человек). В начале 1828 года в полк стали поступать также бывшие солдаты Лейб-гвардии Московского и Гренадерского полков и Гвардейского экипажа, выключенные из гвардии и отправленные на Кавказ за участие в событиях декабря 1825 года (всего 581 человек). Из этих солдат была сформирована гренадерская рота батальона Лейб-гвардии Московского полка, а также усилены прочие роты Лейб-гвардии Сводного полка.
В самом конце 1828 года полк вернулся в Санкт-Петербург и его батальоны были присоединены к своим полкам.

## Боевые отличия
1. Георгиевское полковое знамя с надписью: «За отличіе при пораженіи и изгнаніи неприятеля изъ предѣловъ Россіи 1812 года». Пожаловано Высочайшим приказом 13 апреля 1813 года. Высочайшая грамота 22 августа 1850 года.
2. Знаки отличия на головные уборы с надписью: «За Арабъ-Конакъ 21 Ноября 1877 года». Пожалованы Высочайшим приказом 17 апреля 1878 года. Высочайшая грамота 16 июля 1878 года.

Высочайшим приказом 7 августа 1911 года 4-му батальону на знаки присвоена новая надпись: «За Горный Дубнякъ 12 Октября 1877 года».

### Знамя полка
1911.7.11. Знамя Георгиевское юбилейное обр.1900. Полотнище и кайма алые, шитьё золотое. Навершие обр.1875 (Г.Гв.) Древко жёлтое. «ЗА ОТЛИЧIE ПРИ ПОРАЖEHIИ И ИЗГHAHIИ НЕПPIЯТЕЛЯ ИЗЪ ПРЕДЪЛОВЪ POCCIИ 1812 ГОДА» (на отрезке Георгиевской ленты). «1811-1911». Спас Нерукотворный. Андреевская юбилейная лента «1911 ГОДА» «1811 г. ЛЕЙБЪ ГВАРДІИ ЛИTOBCKIЙ ПОЛКЪ».

## Шефы полка
- 08.11.1815 — 08.02.1824 — великий князь цесаревич Константин Павлович
- 08.02.1824 — 28.08.1849[3] — великий князь Михаил Павлович
- 02.01.1850 — 01.11.1908[3] — великий князь Алексей Александрович

## Командиры полка
(Командующий в дореволюционной терминологии означал временно исполняющего обязанности командира. С 1820-х годов должности командира гвардейского полка соответствовал чин генерал-майора, и при назначении на эту должность полковников они оставались командующими до момента своего производства в генерал-майоры).
- 19.11.1811 — 13.04.1819 — флигель-адъютант полковник (с 21.11.1812 генерал-майор) Удом, Иван Фёдорович
- 13.04.1819 — 19.03.1826 — полковник (с 19.03.1820 генерал-майор, с 15.12.1825 генерал-адъютант) барон Фредерикс, Пётр Андреевич
  - 15.12.1825 — 19.03.1826 — командующий флигель-адъютант полковник (с 01.01.1826 генерал-майор) Геруа, Александр Клавдиевич
- 19.03.1826 — 03.05.1833 — генерал-майор Крафстрем, Евстафий Борисович
- 03.05.1833 — 04.08.1839 — генерал-майор Штегельман, Павел Андреевич
  - 25.06.1833 — 26.08.1833 — командующий генерал-майор Марков, Пётр Антонович
  - 27.04.1837 — 03.04.1838 — командующий полковник Румянцев, Павел Петрович
  - 03.04.1838 — 04.08.1839 — командующий полковник Довбышев, Григорий Данилович
- 04.08.1839 — 01.01.1847 — генерал-майор Поляков, Пётр Григорьевич
  - 05.05.1845 — 09.01.1847 — командующий генерал-майор Кушелев, Андрей Сергеевич
- 09.01.1847 — 27.03.1855 — генерал-майор Кушелев, Андрей Сергеевич
  - 30.08.1854 — 27.03.1855 — командующий полковник Иванов, Василий Александрович
- 27.03.1855 — 28.01.1857 — генерал-майор Малиновский, Антон Петрович
- 28.01.1857 — 15.08.1863 — генерал-майор (с 08.11.1862 зачислен в Свиту Е. И. В.) Ведемейер, Николай Александрович
- 30.08.1863 — 24.05.1869 — генерал-майор Риман, Карл Фёдорович
- 24.05.1869 — 09.03.1875 — флигель-адъютант полковник (с 02.01.1870 генерал-майор Свиты) Бюнтинг, Георгий Карлович
- 11.03.1875 — 27.10.1877 — генерал-майор Свиты Брок, Николай Петрович
- 27.10.1877 — 01.01.1883 — флигель-адъютант полковник (с 10.02.1878 генерал-майор Свиты) Гриппенберг, Оскар-Фердинанд Казимирович
- 13.01.1883 — 08.10.1889 — генерал-майор Квицинский, Иосиф Онуфриевич
- 08.10.1889 — 22.11.1893 — генерал-майор фон Энден, Пётр Петрович
- 22.11.1893 — 31.05.1895 — генерал-майор Глазов, Владимир Гаврилович
- 31.05.1895 — 24.11.1899 — генерал-майор Дзичканец, Алексей Иосифович
- 24.11.1899 — 02.06.1904 — полковник (с 09.04.1900 генерал-майор) Пыхачёв, Николай Аполлонович
- 02.06.1904 — 12.05.1907 — генерал-майор Белов, Владимир Владимирович
- 12.05.1907 — 07.11.1909 — генерал-майор Слюбарский, Константин Андреевич
- 07.11.1909 — 04.11.1910 — генерал-майор Скопинский-Штрик, Александр Александрович
- 04.11.1910 — 06.03.1913 — генерал-майор Гутор, Алексей Евгеньевич
- 06.03.1913 — 22.01.1915 — генерал-майор Михельсон, Александр Александрович
- 22.01.1915 — 25.05.1917 — полковник (с 22.03.1915 генерал-майор) Гальфтер, Виктор Петрович
- 26.05.1917 — 22.08.1917 — командующий полковник Ризников, Борис Николаевич
- 22.08.1917 — 01.12.1917 — командующий полковник Слащёв, Яков Александрович

## Известные люди, служившие в полку
- Багговут, Александр Фёдорович
- Бестужев, Михаил Александрович
- Броке, Алексей Александрович
- Говоров, Яков Иванович — военный врач, участник Отечественной войны 1812 года
- Дукельский, Семён Семёнович
- Забелин, Александр Фёдорович — начальник Главного управления военно-учебных заведений
- Лебедев, Павел Павлович
- Нарышкин, Михаил Михайлович
- Оде-де-Сион, Карл Карлович
- Слухоцкий, Евгений Людвигович
- Пантелеймонов, Георгий Михайлович
- Пестель Павел Иванович
- Римский-Корсаков, Григорий Александрович
- Рыков, Георгий Павлович
- Тетеревников, Николай Кузьмич — генерал-лейтенант
- Шалевич, Владислав Адольфович (1872—1914) — полковник, герой Первой мировой войны.
- Щепин-Ростовский, Дмитрий Александрович

Участие в боевых действиях Первой мировой войны
Часть отличилась в ходе боя при Тарнавке 26 - 27 августа 1914 г., понеся тяжелые потери и взяв значительные трофеи.
Полк - активный участник Красноставского сражения в июле 1915 г., в ходе которого сражался у дер. Бзите. Участвовал в Люблин-Холмском сражении в том же месяце. Сражался в Виленской операции в августе-сентябре 1915 г. и на Стоходе в июле 1916 г.

## Памятные места

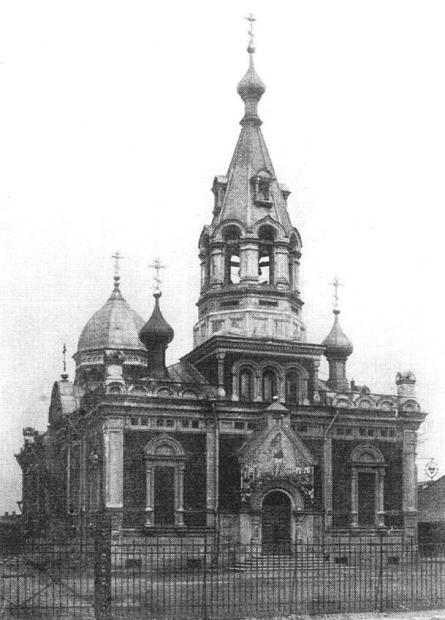
Полковая церковь святого Михаила Архангела на Большом Сампсониевском проспекте, 61 в Санкт-Петербурге.
Фото начала XX века

### Памятник Лейб-гвардии Литовскому полку от Лейб-гвардии Московского полка
Сооружён в 1912 году, архитектор неизвестен. Расположен южнее деревни Семёновское слева от дороги, ведущей на железнодорожную станцию Бородино. Памятник представляет собой четырёхгранный обелиск розового гранита, сужающийся кверху. На вершине монумента — бронзовый двуглавый орёл с короной. На одной из граней постамента высечены слова из рапорта генерала П. П. Коновницына М. И. Кутузову: «…полки Измайловский и Литовский в достопамятном сражении 26 августа покрыли себя вечной славою».

## Памятники в Болгарии
Двухметровый чугунный крест, у подножия которого находится плита с надписью: «В память 28 солдат и унтер-офицеров лейб-гвардии Московского полка, павших за освобождение Болгарии в бою близ Арабконака 21 ноября 1877 года».

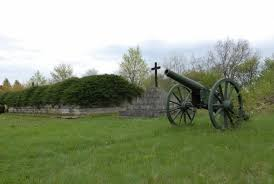
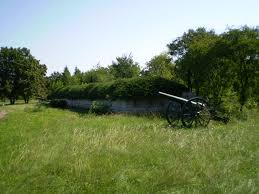
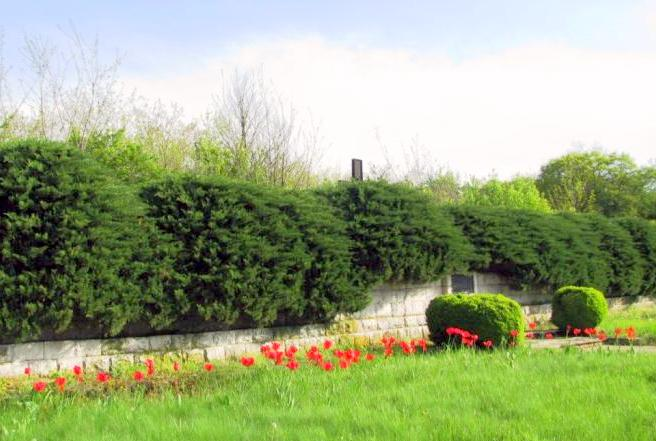
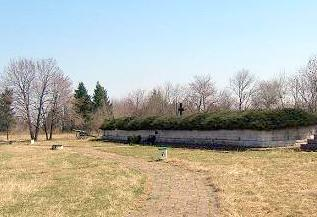
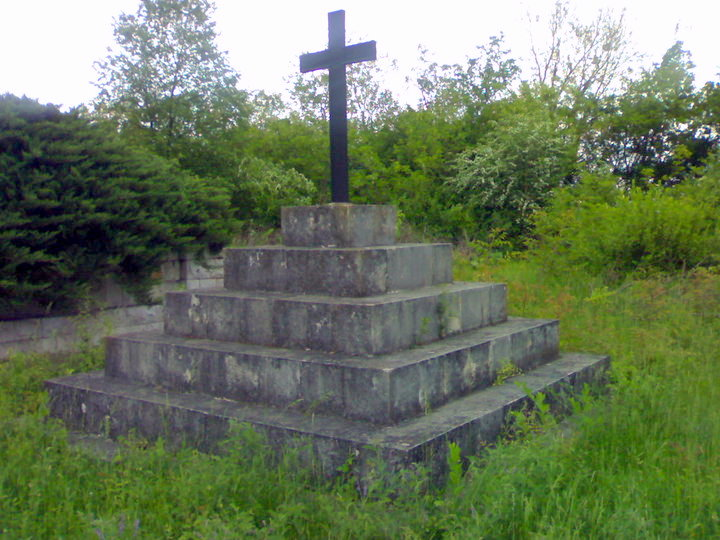
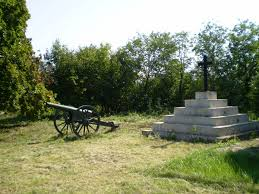
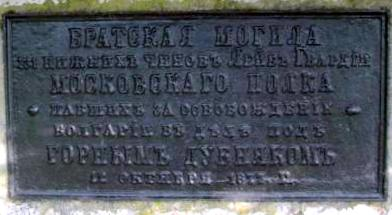
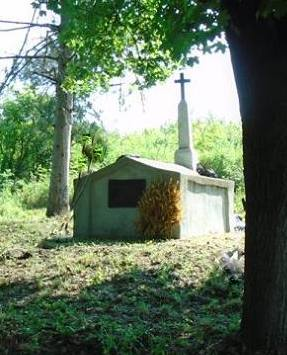
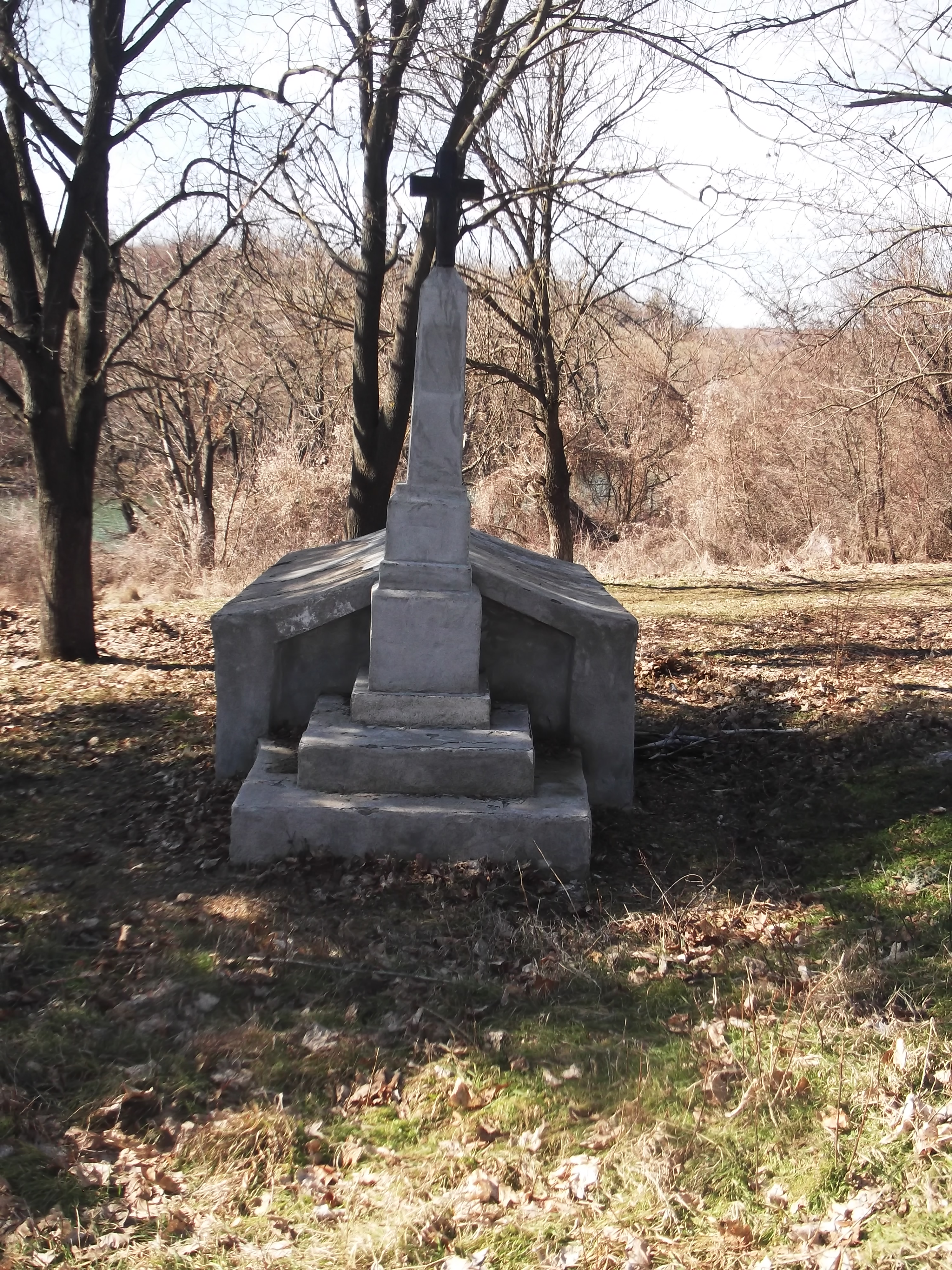
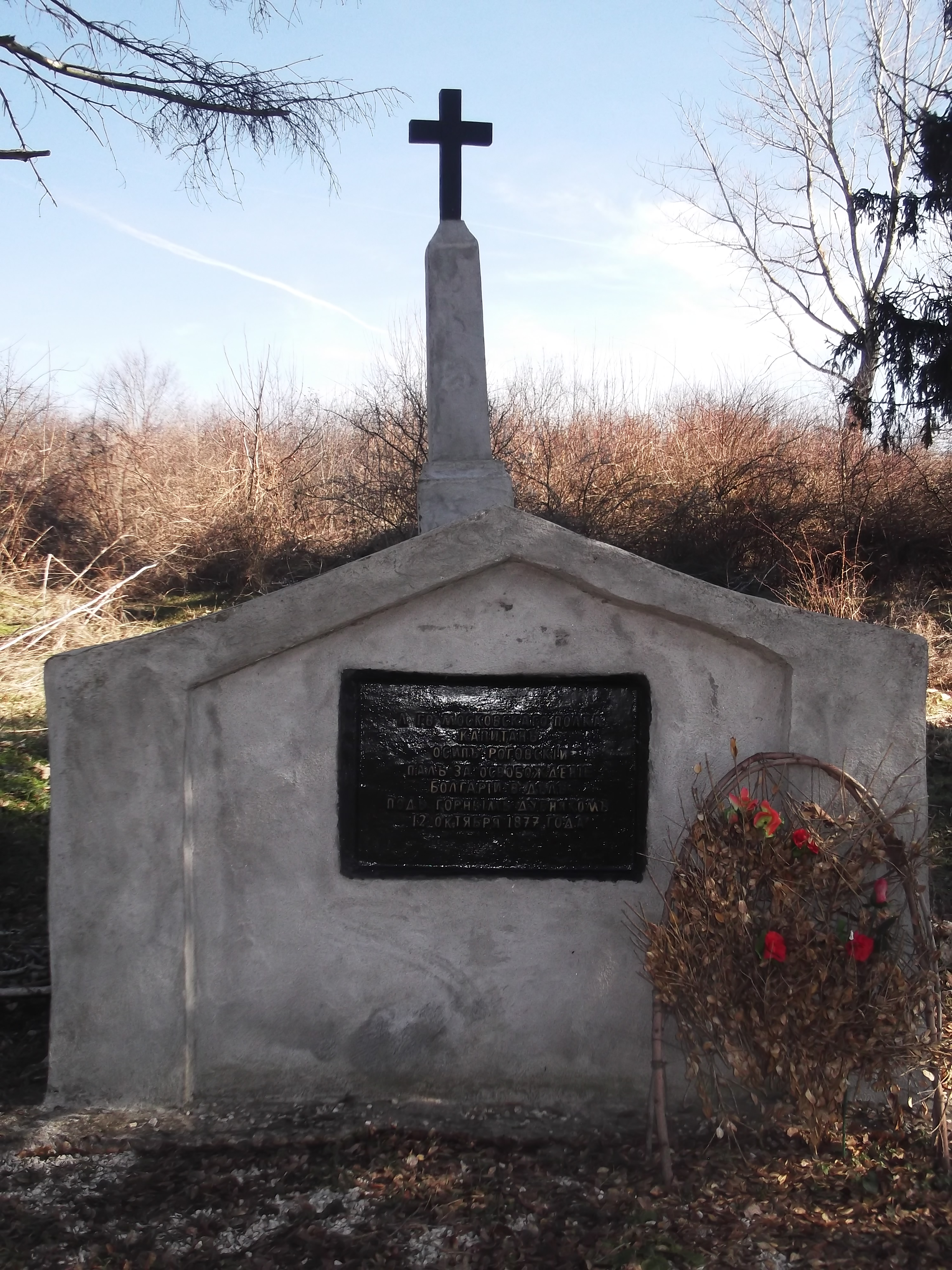
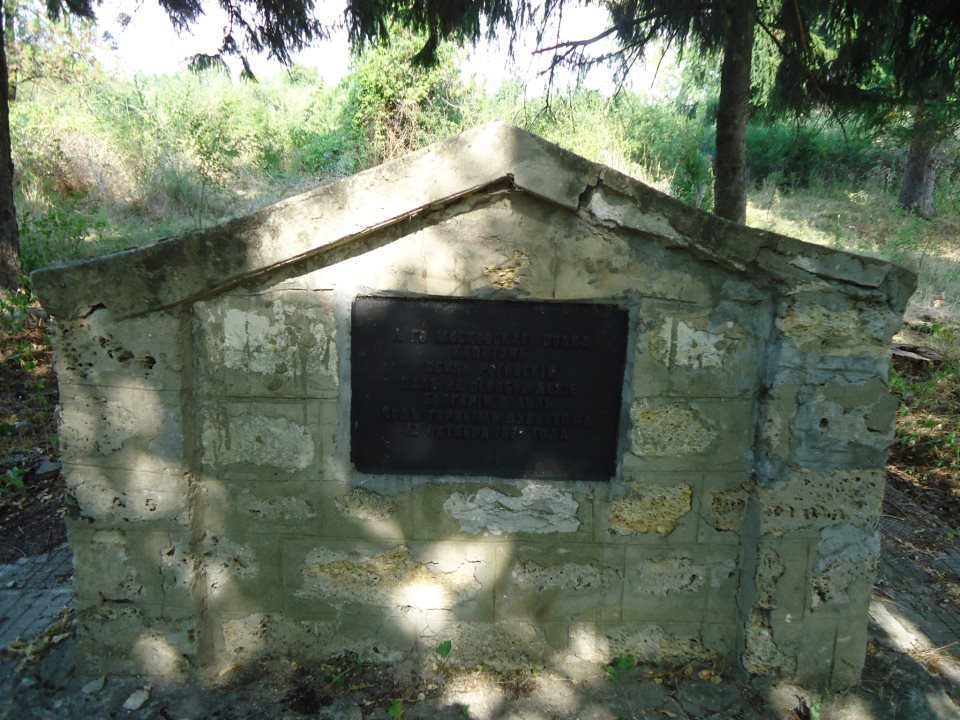
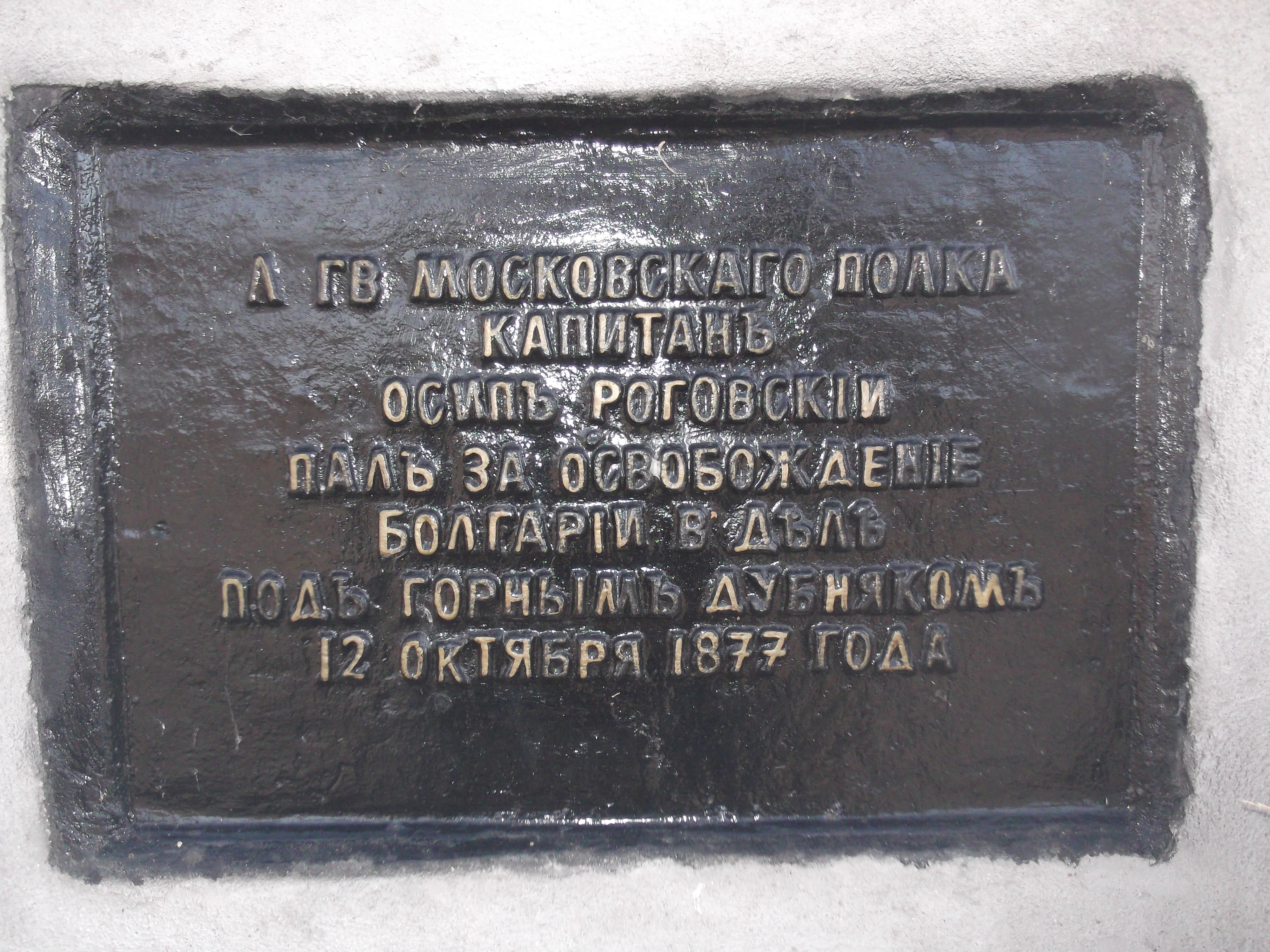
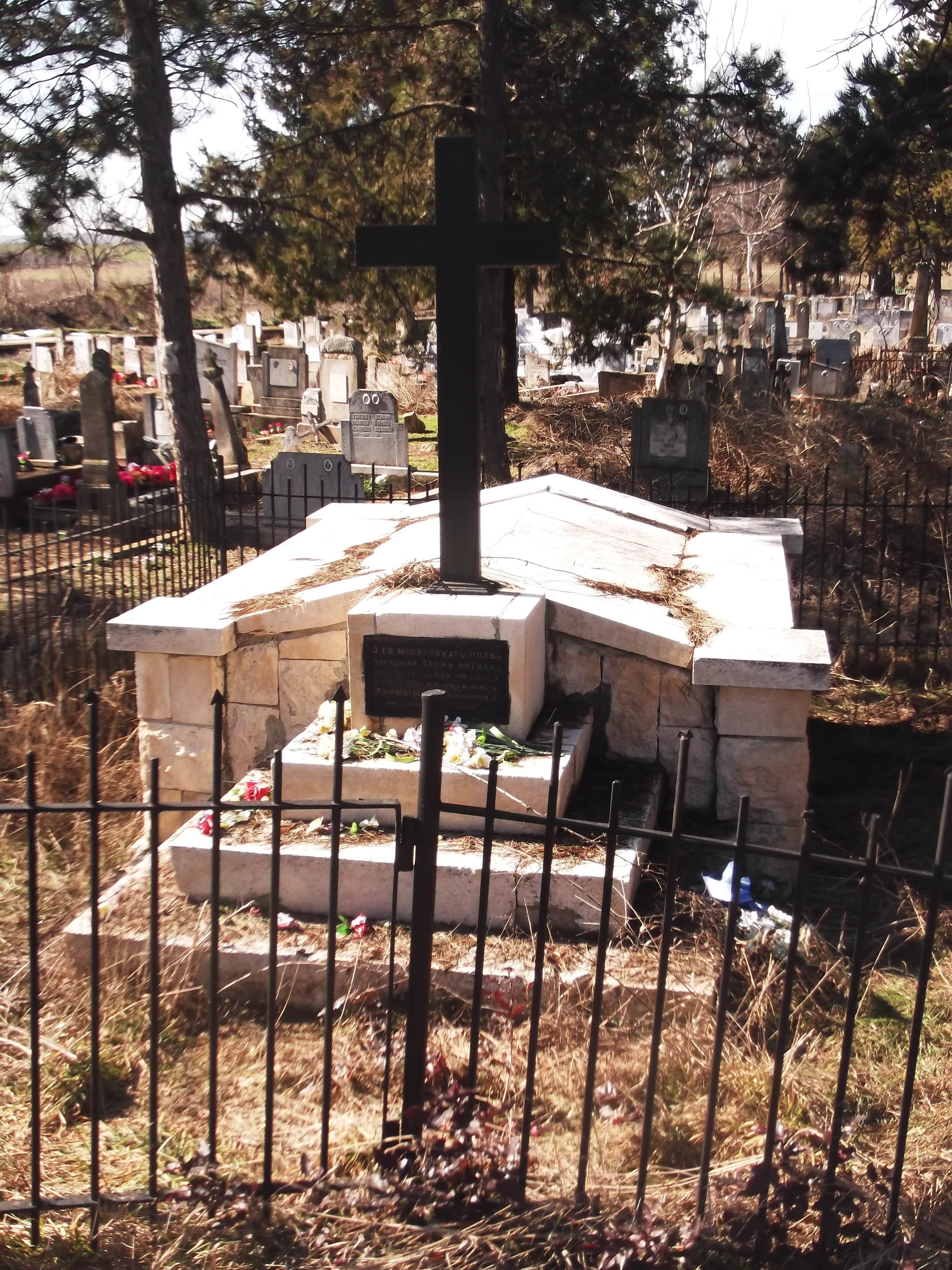
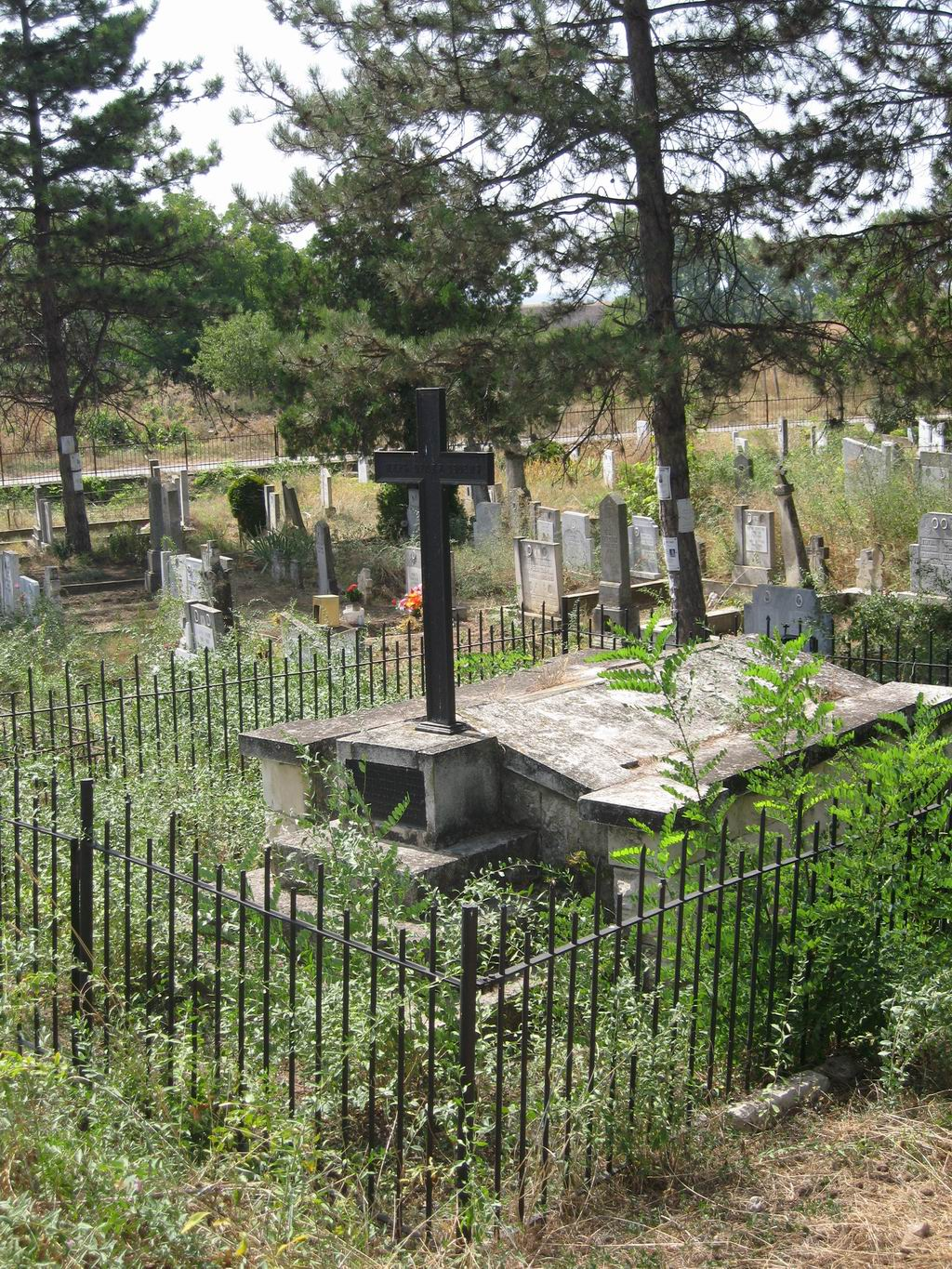
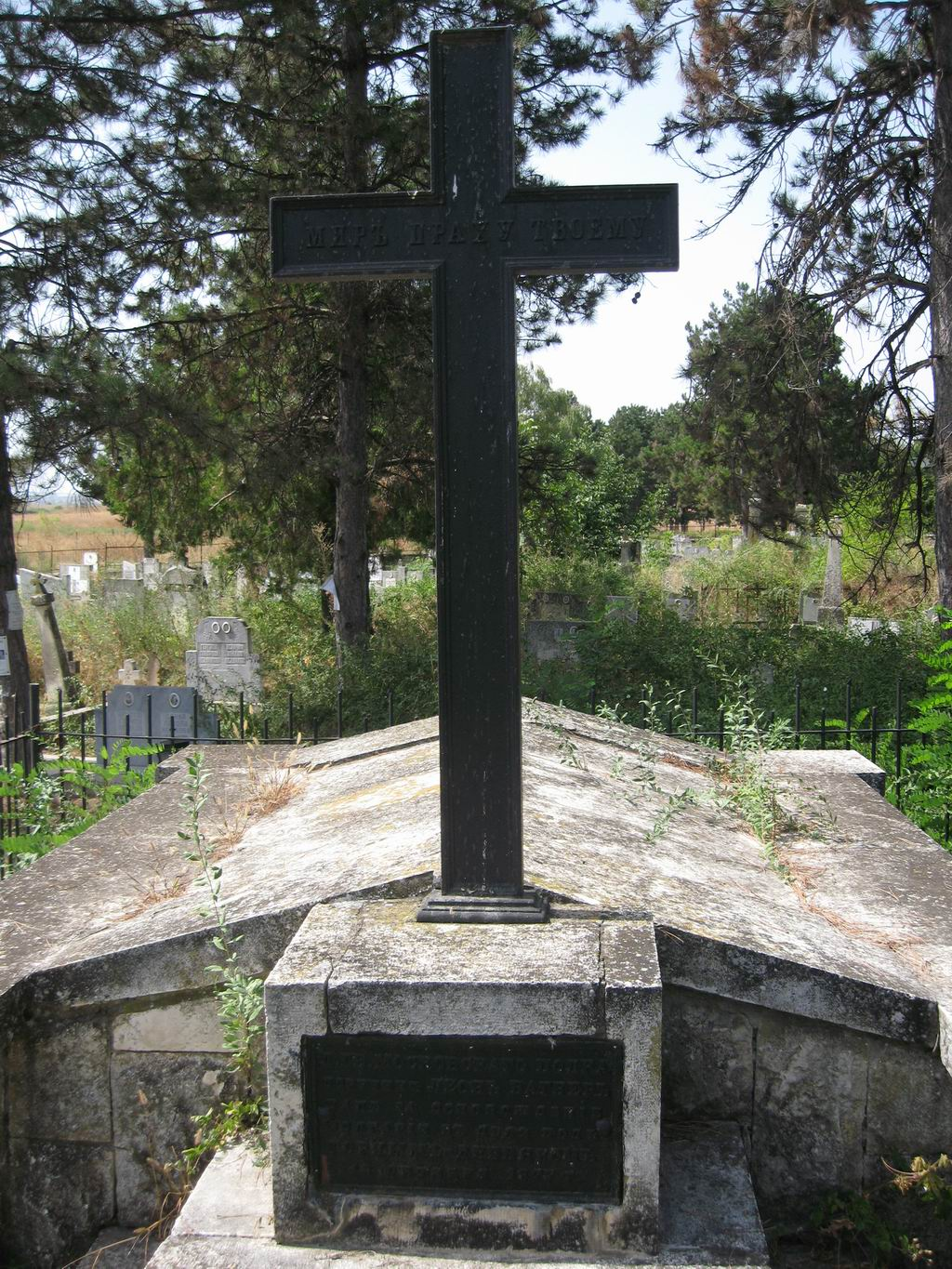
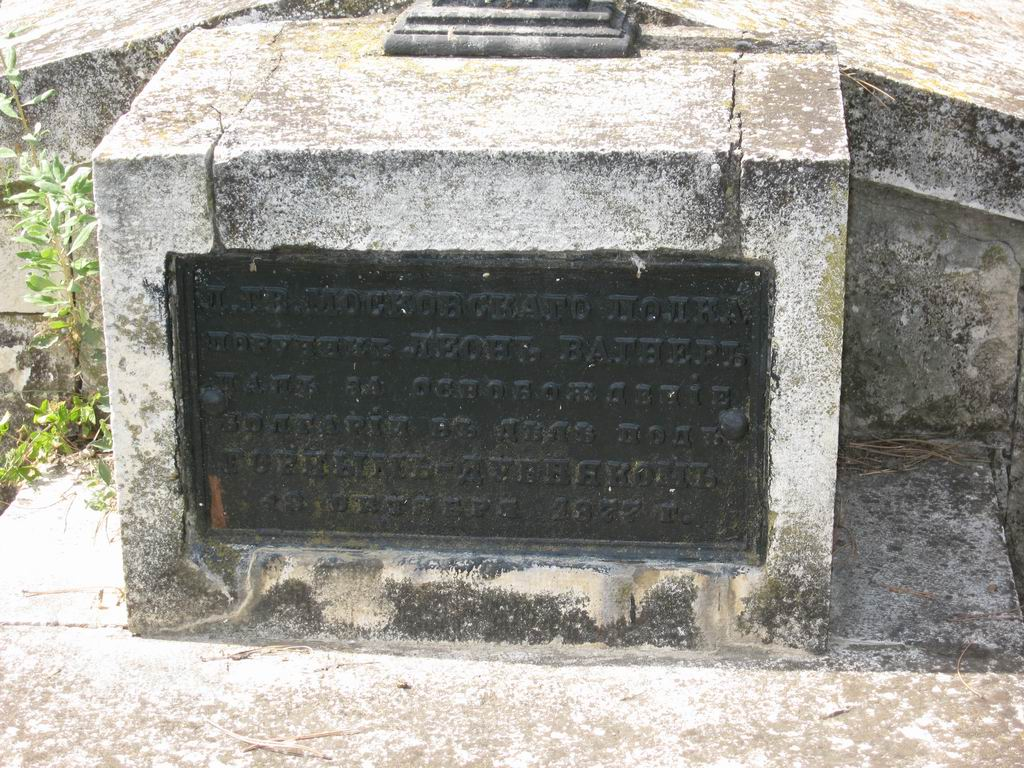
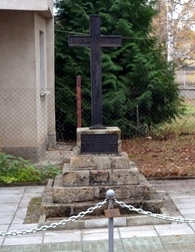